# Jean-Michel Aeby
Jean-Michel Aeby (* 23. Mai 1966 in Genf) ist ein ehemaliger Schweizer Fussballspieler und heutiger -trainer.

## Karriere
Jean-Michel Aeby ist ein bekannter Trainer in der Schweiz. Er stand schon als Cheftrainer von Servette FC und Neuchâtel Xamax an der Seitenlinie.
Er konnte mit Servette FC 2005/06 einen Aufstieg feiern, musste aber mit der Mannschaft auch einen Abstieg (2012/13, als Assistenztrainer) miterleben. Anfang Saison 2013/14 hatte er aufgrund der Entlassung von Sébastien Fournier den Job als Cheftrainer (ad interim) inne. Am 2. April 2014 wurde er beim Servette FC aufgrund ungenügender Resultate entlassen.
Anfang September 2014 übernahm er das Traineramt beim FC Biel-Bienne. Im Mai 2015 wurde er vier Runden vor Schluss der Meisterschaft entlassen.
Es folgten weitere Trainerstationen bei Lancy FC (Oktober 2015 bis Ende Juni 2017) und Étoile Carouge (Juli 2017 bis Dezember 2019). In der Saison 2018/19 schaffte er mit Étoile Carouge den Aufstieg in die Promotion League.
Seit Januar 2020 coachte er die Mannschaft von Yverdon-Sport FC. In der Saison 2020/21 schaffte er mit dem Team den Aufstieg in die Challenge League. In der folgenden Saison wurde er wegen ungenügender Resultate nach den ersten drei Saisonspielen entlassen.
Im August 2021 wurde er neuer Cheftrainer bei der AC Bellinzona, im Oktober 2022 ein weiteres Mal in Biel, und im Sommer 2023 übernahm er den Trainerposten beim FC du Grand-Saconnex.

## Erfolge
- Aufstieg in die Challenge League 2006 mit Servette FC Genève als Cheftrainer.
- Aufstieg in die Promotion League 2019 mit Étoile Carouge als Cheftrainer.
- Aufstieg in die Challenge League 2021 mit Yverdon-Sport FC als Cheftrainer.